# 게토 영웅 기념물

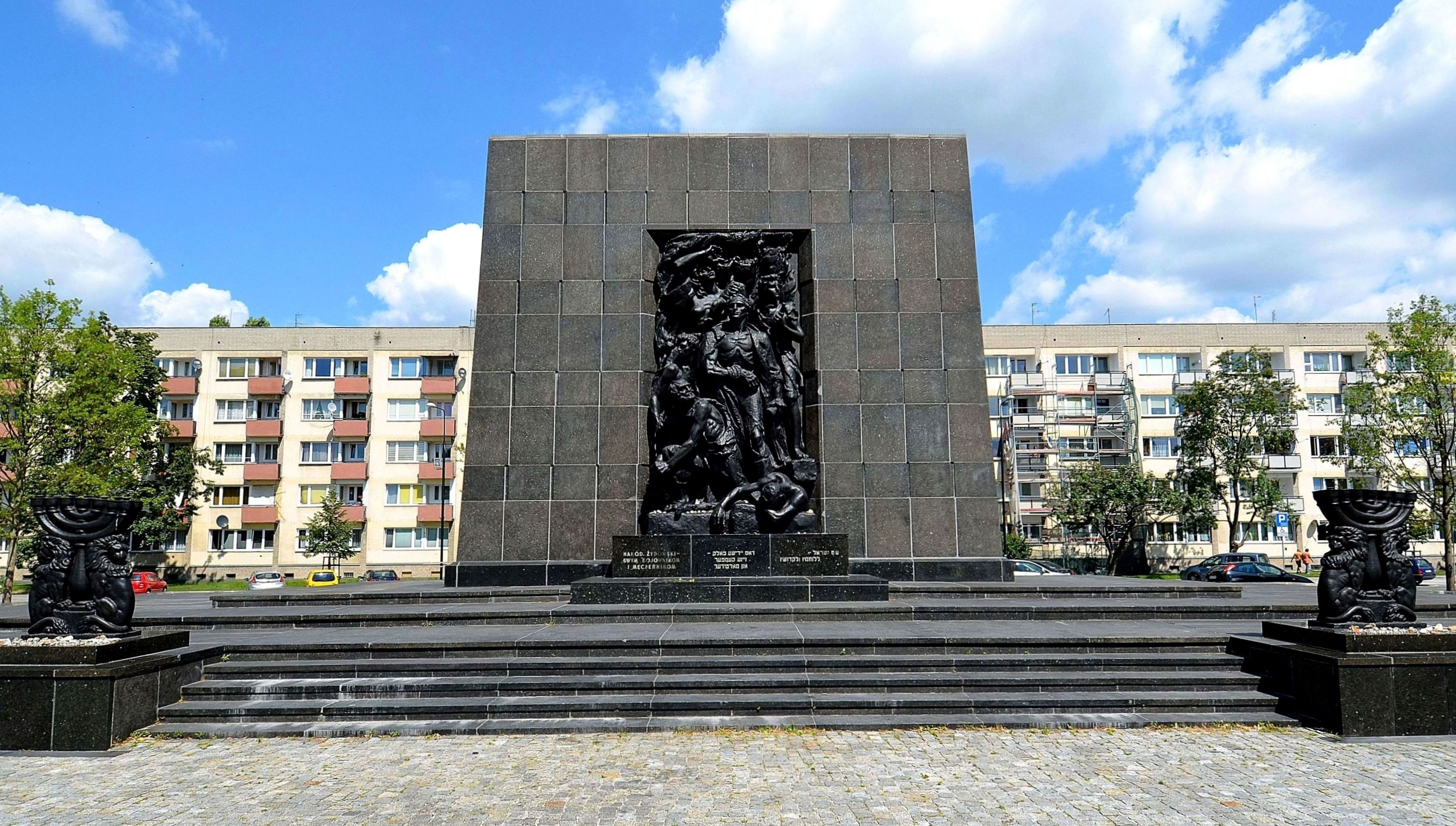
게토 영웅 기념물

게토 영웅 기념물(폴란드어: Pomnik Bohaterów Getta)은 폴란드 마조프셰주 바르샤바에 있는 기념물이다. 제2차 세계 대전 중 발생한 1943년 바르샤바 게토 봉기를 기념하기 위해 세워졌다. 이 기념물은 과거 바르샤바 게토의 일부였던 지역에 세워졌으며, 봉기의 첫 번째 무장 충돌이 발생한 곳이다.
이 기념물은 알베르트 슈페어가 1942년 바르샤바에 가져온 나치 독일 자재를 일부 사용하여 건설되었다. 완공된 기념물은 1948년 4월에 공식적으로 공개되었다.

## 역사
1942년 8월부터 바르샤바 게토가 폐쇄될 때까지 이곳은 유덴라트의 마지막 거점이었다. 또한 이곳은 바르샤바 게토 유대인 게토 당파와 독일군 및 보조군 간의 여러 차례 충돌이 발생한 곳이기도 하다.
게토 당파를 기리는 기념물은 건설하기로 한 결정은 1944년 루블린의 폴란드 유대인 중앙위원회에서 이루어졌다. 기념물은 레온 수진이 디자인했다. 기념물의 첫 번째 부분인 작은 기념패는 1946년 4월 16일에 공개되었다. 기념패는 원형으로 야자수 잎, 히브리어 문자 ב‎, 그리고 히브리어, 폴란드어, 이디시어로 "유대인들의 존엄과 자유, 자유로운 폴란드, 그리고 인류의 해방을 위한 전례 없는 영웅적 투쟁에서 쓰러진 이들을 위해. 폴란드 유대인들"이라는 문구가 새겨져 있었다.  나중에 더 큰 기념물을 건설하기로도 결정했다. 
나단 라포포르트가 조각한 새롭고 더 큰 기념물은 1948년 4월 19일에 공개되었다. 기념물의 높이는 11 미터 (36 ft)다. 기념물의 일부에 사용된 래브라도라이트 돌은 1942년 알베르트 슈페어가 나치 독일 기념물 건설을 위해 주문한 독일산이다.
빌리 브란트의 바르샤바에서 무릎 꿇기는 브란트가 서독 총리였던 1970년에 기념물 앞에서 이루어졌다.
기념물 맞은편에 있는 폴란드 유대인 역사 박물관은 2013년 4월에 개관했다.